# Ludwig Friedrich I, Prinț de Schwarzburg-Rudolstadt
Ludwig Friedrich I de Schwarzburg-Rudolstadt (25 octombrie 1667 – 24 iunie 1718) a fost prinț suveran de Schwarzburg-Rudolstadt, Conte de Hohenstein, Lord de Rudolstadt, Blankenburg și Sondershausen din 1710 până la moartea sa.

## Biografie
Ludwig Friedrich a fost fiul lui Albert Anton, Prinț de Schwarzburg-Rudolstadt și a soției acestuia, poeta Emilie Juliane de Barby-Mühlingen.
Între mai 1687 și octombrie 1688, el a făcut un mare tur însoțit de Johann von Asseburg. A fost primit la Palatul Versailles de regele Ludovic al XIV-lea și la Viena de împăratul Leopold I. De asemenea, a fost primit de Ducele Frederick I de Saxa-Gotha-Altenburg, cu a cărui fiică Anna Sofia se va căsători la 15 octombrie 1691 la Castelul Friedenstein din Gotha. Cuplul va avea 15 copii.
1. ↑  Katalog der Deutschen Nationalbibliothek, accesat în 17 iulie 2021